# Liste der stillgelegten Eisenbahnstrecken in Sachsen-Anhalt

## Einstellung des Personenverkehrs auf Eisenbahnstrecken

### 1910er Jahre
| Datum        | Strecke zwischen den Bahnhöfen | Teil der Gesamtverbindung      | Anmerkung |
| ------------ | ------------------------------ | ------------------------------ | --------- |
| 7. Okt. 1917 | Demker – Tangermünde           | Kleinbahn Tangermünde–Lüderitz |           |
| 1919         | Derenburg – Minsleben          | Langenstein–Minsleben          |           |

### 1920er Jahre
| Datum         | Strecke zwischen den Bahnhöfen                             | Teil der Gesamtverbindung      | Anmerkung |
| ------------- | ---------------------------------------------------------- | ------------------------------ | --------- |
| 17. Juni 1920 | Demker – Lüderitz                                          | Kleinbahn Tangermünde–Lüderitz |           |
| Dez. 1921     | Groß Engersen – Vinzelberg                                 | Altmärkische Kleinbahn         |           |
| 2. Dez. 1922  | Hettstedt – Mansfeld – Klostermansfeld – Eisleben – Helfta |                                |           |

### 1930er Jahre
| Datum         | Strecke zwischen den Bahnhöfen | Teil der Gesamtverbindung     | Anmerkung |
| ------------- | ------------------------------ | ----------------------------- | --------- |
| Mai 1932      | Möhlau – Oranienbaum           | Zschornewitzer Kleinbahn      |           |
| 19. Feb. 1939 | Dessau DRKB – Quellendorf      | Dessau-Radegast-Köthener Bahn |           |

### 1940er Jahre
| Datum         | Strecke zwischen den Bahnhöfen | Teil der Gesamtverbindung      | Spur- weite mm | G l e i s e | Länge (km) | er- öff- net (Jahr) | Zustand 2000 | Zustand 2010 | Bemerkung                                                                               |
| ------------- | ------------------------------ | ------------------------------ | -------------- | ----------- | ---------- | ------------------- | ------------ | ------------ | --------------------------------------------------------------------------------------- |
| 11. Apr. 1945 | Camburg – Molau                | Zeitz–Camburg                  | 1435           |             | 8,1        |                     |              |              |                                                                                         |
| 11. Apr. 1945 | Lübbow–Salzwedel               | Salzwedel–Dannenberg           | 1435           | 1           | 6,7        | 1891                | abgebaut     | abgebaut     |                                                                                         |
| 1945          | Schnega–Bergen                 | Stendal–Uelzen                 | 1435           | 1           | 6,0        | 1873                | in Betrieb   | in Betrieb   | ab 1999 wieder in Betrieb                                                               |
| 1. Juli 1945  | Wittingen–Diesdorf             | Hohenwulsch–Wittingen          | 1435           | 1           | 9,3        |                     | abgebaut     | abgebaut     |                                                                                         |
| 1945          | Hanum–Zasenbeck                | Rohrberg–Zasenbeck             | 1435           | 1           | 2,1        |                     | abgebaut     | abgebaut     |                                                                                         |
| 30. Juni 1945 | Rühen–Oebisfelde               | Wittingen–Oebisfelde           | 1435           | 1           | 8,4        | 1909                | abgebaut     | abgebaut     |                                                                                         |
| 1945          | Grasleben–Weferlingen          | Helmstedt–Oebisfelde           | 1435           | 1           | 16,4       | 1895                | abgebaut     | abgebaut     |                                                                                         |
| 1945          | Döhren–Oebisfelde              | Helmstedt–Oebisfelde           | 1435           | 1           | 12,3       | 1895                | abgebaut     | abgebaut     |                                                                                         |
| 1945          | Grafhorst – Oebisfelde         | Schandelah–Oebisfelde          | 1435           | 1           | 29,6       | 1902                | abgebaut     | abgebaut     |                                                                                         |
| 1945          | Schöningen–Völpke              | Eilsleben–Schöningen           | 1435           | 1           | 9,5        | 1872                | abgebaut     | abgebaut     |                                                                                         |
| 1945          | Schöningen–Hötensleben         | Oschersleben–Schöningen        | 1435           | 1           | 4,4        | 1899                | abgebaut     | abgebaut     |                                                                                         |
| 30. Juni 1945 | Jerxheim–Gunsleben             | Wolfenbüttel–Oschersleben      | 1435           | 1           | 10,2       | 1843                | abgebaut     | abgebaut     |                                                                                         |
| 1945          | Jerxheim–Dedeleben             | Jerxheim–Nienhagen             | 1435           | 1           | 5,0        |                     | abgebaut     | abgebaut     |                                                                                         |
| 1945          | Mattierzoll–Hessen             | Heudeber–Mattierzoll           | 1435           | 1           | 3,9        | 1898                | abgebaut     | abgebaut     |                                                                                         |
| 1945          | Hornburg–Rimbeck               | Wasserleben–Börßum             | 1435           | 1           | 4,5        | 1908                | abgebaut     | abgebaut     |                                                                                         |
| 1945          | Vienenburg–Wasserleben         | Halle–Vienenburg               | 1435           | 1           |            |                     | abgebaut     | abgebaut     |                                                                                         |
| 1945          | Eckertal–Stapelburg            | Heudeber-Danstedt–Bad Harzburg | 1435           | 1           | 1,2        | 1894                | abgebaut     | abgebaut     |                                                                                         |
| 1945          | Brunnenbachsmühle–Sorge–Tanne  |                                | 1000           | 1           |            | 1899                | abgebaut     | abgebaut     | Sorge–Tanne bis 1958 Güterverkehr, Streckenabschnitt der Südharz-Eisenbahn-Gesellschaft |
| 1946          | Quellendorf – Radegast         | Dessau-Radegast-Köthener Bahn  | 750            |             | 14,4       |                     |              |              |                                                                                         |
| 1946          | Köthen – Radegast              | Dessau-Radegast-Köthener Bahn  | 750            |             | 26,3       |                     |              |              |                                                                                         |
| 1946          | Radegast – Zörbig              | Dessau-Radegast-Köthener Bahn  | 750            |             | 3,5        |                     |              |              |                                                                                         |
| 1946          | Stiege – Straßberg             | Selketalbahn                   | 1000           |             | 13,9       |                     |              |              | reaktiviert 1984                                                                        |
| 1948          | Biendorf – Gerlebogk           | Biendorf–Gerlebogk             | 1435           |             | 7,1        | 1853                |              |              |                                                                                         |

### 1950er Jahre
| Datum                  | Strecke zwischen den Bahnhöfen                     | Teil der Gesamtverbindung             | Anmerkung |
| ---------------------- | -------------------------------------------------- | ------------------------------------- | --------- |
| genaues Jahr unbekannt | Diesdorf – Waddekath-Rade                          | Altmärkische Kleinbahn                |           |
| genaues Jahr unbekannt | Burgkemnitz – Möhlau                               | Zschornewitzer Kleinbahn              |           |
| 1950                   | Peulingen – Bismark Anschlussbahnhof (Hohenwulsch) | Peulingen–Bismark                     |           |
| 3. Okt. 1951           | Letzlingen – Haldensleben                          | Haldensleben–Gardelegen               |           |
| 3. Okt. 1951           | Bergwitz – Kemberg                                 | Bergwitz – Kemberg                    |           |
| 3. Okt. 1951           | Rogäsen – Karow                                    |                                       |           |
| 3. Okt. 1959           | Lutherstadt Wittenberg West – Straach              | Lutherstadt Wittenberg West – Straach |           |

### 1960er Jahre
| Datum                  | Strecke zwischen den Bahnhöfen                        | Teil der Gesamtverbindung                   | Anmerkung                                       |
| ---------------------- | ----------------------------------------------------- | ------------------------------------------- | ----------------------------------------------- |
| genaues Jahr unbekannt | Magdeburg-Buckau – Biederitz                          | Biederitz–Magdeburg-Buckau                  |                                                 |
| 28. Mai 1960           | Loburg – Gommern                                      | Kleinbahnen des Kreises Jerichow I          |                                                 |
| 27. Mai 1961           | Prettin – Annaburg                                    | Prettin – Annaburg                          | Güterverkehr bis 28. Mai 1995, Stilllegung 1996 |
| 13. Aug. 1961          | Schierke – Brocken                                    | Drei Annen Hohne–Brocken (Brockenbahn)      | Güterverkehr bis 1988; 1991/1992 reaktiviert    |
| 1. Okt. 1961           | Weferlingen – Döhren                                  |                                             |                                                 |
| 20. Nov. 1961          | Hoppenstedt – Bühne-Rimbeck                           | Wasserleben–Börßum                          |                                                 |
| 20. Nov. 1961          | Hessen – Veltheim                                     |                                             |                                                 |
| 27. Nov. 1961          | Rohrberg – Hanum                                      | Rohrberg–Zasenbeck (Altmärkische Kleinbahn) | Güterverkehr bis Dez. 1968, bis 1975 bis Jübar  |
| 29. Sep. 1962          | Gerbstedt – Friedeburg (Saale)                        | Gerbstedt–Friedeburg                        |                                                 |
| 29. Sep. 1962          | Marienborn – Beendorf                                 | Marienborn–Beendorf                         |                                                 |
| 25. Mai 1963           | Könnern – Rothenburg (Saale)                          | Könnern–Rothenburg                          | noch Güterverkehr                               |
| 25. Mai 1963           | Wallwitz – Wettin                                     | Wallwitz–Wettin                             | Güterverkehr bis 1965, bis 1971 bis Morl        |
| 28. Sep. 1963          | Nauendorf – Gerlebogk                                 | Nauendorf–Gerlebogk                         |                                                 |
| 3. Nov. 1963           | Aschersleben – Schneidlingen                          | Aschersleben–Nienhagen                      |                                                 |
| 26. Sep. 1964          | Elbingerode – Drei Annen Hohne                        | Blankenburg–Tanne (Rübelandbahn)            |                                                 |
| 26. Sep. 1964          | Osterfeld – Molau                                     | Zeitz–Camburg                               |                                                 |
| 15. Feb. 1965          | Wörlitz – Gohrau-Rehsen                               | Dessau–Gohrau-Rehsen                        |                                                 |
| 23. Mai 1965           | Schneidlingen – Kroppenstedt                          | Aschersleben–Nienhagen                      |                                                 |
| 30. Juni 1965          | Burg (bei Magdeburg) – Lübars                         | Kleinbahnen des Kreises Jerichow I          |                                                 |
| 25. Sep. 1965          | Altengrabow – Magdeburgerforth                        | Kleinbahnen des Kreises Jerichow I          |                                                 |
| 25. Sep. 1965          | Burg (bei Magdeburg) – Magdeburgerforth – Ziesar West | Kleinbahnen des Kreises Jerichow I          |                                                 |
| 25. Sep. 1965          | Tanne – Königshütte                                   | Blankenburg–Tanne (Rübelandbahn)            | Gesamtstilllegung 31. Dezember 1968             |
| 31. Dez. 1965          | Wolmirstedt – Colbitz                                 | Kleinbahn Wolmirstedt–Colbitz               |                                                 |
| 21. Mai 1966           | Bebitz – Alsleben                                     | Bebitz–Alsleben                             | Stilllegung Juni 1995                           |
| 21. Mai 1966           | Kroppenstedt – Nienhagen bei Halberstadt              | Aschersleben–Nienhagen                      |                                                 |
| 5. Juni 1966           | Berga-Kelbra – Artern Kleinbahnhof                    | Berga-Kelbra–Artern (Kyffhäuser Kleinbahn)  |                                                 |
| 25. Sep. 1966          | Teutschenthal – Salzmünde                             | Teutschenthal–Salzmünde                     |                                                 |
| 25. Sep. 1966          | Wegenstedt – Calvörde                                 | Kleinbahn Wegenstedt–Calvörde               |                                                 |
| 5. Feb. 1967           | Etgersleben – Förderstedt                             | Etgersleben–Förderstedt                     |                                                 |
| 23. Sep. 1967          | Wernstedt – Gardelegen                                | Gardelegen–Kalbe (Altmärkische Kleinbahn)   |                                                 |
| 23. Sep. 1967          | Genthin – Milow                                       | Genthin–Milow                               |                                                 |
| 1968                   | Merseburg–Mücheln                                     | Merseburg–Mücheln                           | Straßenbahn                                     |
| 11. März 1968          | Halle (Saale) Klaustor – Heiligenthal                 | Halle Klaustor–Hettstedt                    |                                                 |
| 25. Mai 1968           | Dessau Wörlitzer Bf. – Wörlitz                        | Dessau–Gohrau-Rehsen                        | ab 1982 wieder Ausflugsverkehr                  |
| 29. Aug. 1968          | Kleinau West – Pretzier                               | Osterburg–Pretzier                          |                                                 |
| 15. Nov. 1968          | Langenstein – Derenburg                               | Langenstein–Minsleben                       |                                                 |
| 1. Juni 1969           | Quedlinburg – Thale Bodetal                           | Blankenburg–Quedlinburg                     |                                                 |
| 7. Dez. 1969           | Heudeber-Danstedt – Hessen                            | Heudeber–Mattierzoll                        |                                                 |
| 21. Dez. 1969          | Oschersleben (Bode) – Hötensleben                     | Oschersleben–Schöningen                     |                                                 |

### 1970er Jahre
| Datum         | Strecke zwischen den Bahnhöfen     | Teil der Gesamtverbindung | Anmerkung                              |
| ------------- | ---------------------------------- | ------------------------- | -------------------------------------- |
| 31. Mai 1970  | Haldensleben – Bebertal            | Haldensleben–Weferlingen  | noch Güterverkehr bis Forsthaus Eiche  |
| 28. Juni 1970 | Kalbe (Milde) – Wernstedt – Klötze |                           |                                        |
| 22. Mai 1971  | Osterwieck – Hoppenstedt           | Wasserleben–Börßum        | Reaktivierung bis Osterwieck West 1984 |
| 25. Sep. 1971 | Gardelegen – Letzlingen            | Haldensleben–Gardelegen   | Güterverkehr bis 1991                  |
| 25. Sep. 1971 | Goldbeck – Werben (Elbe)           | Goldbeck – Werben (Elbe)  |                                        |
| 1. Okt. 1972  | Stendal Ost – Arneburg             | Stendal–Arneburg          |                                        |
| 19. März 1973 | Blankenburg – Thale Bodetal        | Blankenburg–Quedlinburg   |                                        |
| 1. Sep. 1973  | Oberröblingen – Allstedt           | Oberröblingen – Allstedt  |                                        |
| 29. Sep. 1973 | Beetzendorf – Diesdorf             |                           |                                        |
| 1. Okt. 1973  | Laucha – Bad Bibra                 | Laucha–Kölleda            |                                        |
| 1. Okt. 1974  | Osterburg (Altmark) – Kleinau      | Osterburg–Pretzier        |                                        |
| 27. Mai 1978  | Klein Rossau – Arendsee            | Stendal–Arendsee          |                                        |
| 26. Mai 1979  | Stendal Vorbahnhof – Klein Rossau  | Stendaler Kleinbahn       |                                        |

### 1980er Jahre
| Datum         | Strecke zwischen den Bahnhöfen | Teil der Gesamtverbindung | Anmerkung |
| ------------- | ------------------------------ | ------------------------- | --------- |
| 27. Sep. 1980 | Salzwedel – Badel              | Salzwedel–Badel           |           |

### 1990er Jahre
| Datum                  | Strecke zwischen den Bahnhöfen          | Teil der Gesamtverbindung                | Anmerkung                                                             |
| ---------------------- | --------------------------------------- | ---------------------------------------- | --------------------------------------------------------------------- |
| 10. Mai 1991           | Kalbe (Milde) – Badel – Beetzendorf     | Altmärkische Kleinbahn                   |                                                                       |
| 30. Mai 1992           | Oschersleben (Bode) – Gunsleben         | Wolfenbüttel–Oschersleben                |                                                                       |
| 22. Mai 1993           | Dähre – Diesdorf                        | Salzwedeler Kleinbahnen                  |                                                                       |
| 1. Aug. 1993           | Schönhausen (Elbe) – Sandau (Elbe)      | Schönhausen (Elbe) – Sandau (Elbe)       |                                                                       |
| 29. Dez. 1995          | Stendal-Stadtsee – Niedergörne          | Borstel–Niedergörne                      |                                                                       |
| 31. Dez. 1995          | Salzwedel – Dähre                       | Salzwedeler Kleinbahnen                  |                                                                       |
| 6. Juni 1997           | Torgau – Pretzsch (Elbe)                | Pratau–Torgau                            |                                                                       |
| 23. Mai 1998           | Gerbstedt – Heiligenthal                | Halle-Hettstedter Eisenbahn-Gesellschaft |                                                                       |
| 23. Mai 1998           | Barby (Elbe) – Güsten                   | Berlin–Blankenheim                       | 1998/99 und 2003/04 ein durchgehender Wochenendzug über diese Strecke |
| 31. Dez. 1998          | Querfurt – Vitzenburg                   | Röblingen am See–Vitzenburg              |                                                                       |
| 15. Jan. 1999          | Loburg – Altengrabow                    | Biederitz–Altengrabow                    |                                                                       |
| 29. Mai 1999           | Elbingerode – Königshütte               | Rübelandbahn                             | noch Güterverkehr bis Hornberg                                        |
| 29. Mai 1999           | Blumenberg – Egeln                      | Staßfurt–Blumenberg                      |                                                                       |
| 29. Mai 1999           | Blumenberg – Schönebeck                 | Blumenberg – Schönebeck                  |                                                                       |
| 29. Mai 1999           | Merseburg – Leipzig-Leutzsch            | Merseburg – Leipzig-Leutzsch             |                                                                       |
| 29. Mai 1999           | Großkorbetha – Deuben (b Zeitz)         | Großkorbetha – Deuben (b Zeitz)          |                                                                       |
| 29. Mai 1999           | Haldensleben – Weferlingen              | Haldensleben – Weferlingen               |                                                                       |
| 29. Mai 1999           | Haldensleben – Eilsleben                | Haldensleben – Eilsleben                 |                                                                       |
| 29. Mai 1999           | Güsen – Jerichow                        | Güsen – Jerichow                         |                                                                       |
| 29. Mai 1999           | Güsen – Ziesar                          | Güsen – Ziesar                           |                                                                       |
| 29. Mai 1999           | Zeitz – Osterfeld                       | Zeitz–Camburg                            |                                                                       |
| 28. Mai / 29. Mai 1999 | Schönhausen (Elbe) – Jerichow – Genthin | Schönhausen (Elbe) – Jerichow – Genthin  |                                                                       |

### 2000er Jahre
| Datum         | Strecke zwischen den Bahnhöfen                             | Teil der Gesamtverbindung                | Anmerkung                                        |
| ------------- | ---------------------------------------------------------- | ---------------------------------------- | ------------------------------------------------ |
| 31. März 2000 | Nienhagen – Dedeleben                                      | Jerxheim–Nienhagen                       |                                                  |
| 15. Dez. 2001 | Hohenwulsch – Kalbe (Milde)                                | Altmärkische Kleinbahn                   |                                                  |
| 1. Aug. 2002  | Halle-Dölau – Halle-Nietleben                              | Halle Klaustor–Hettstedt                 | S-Bahn Halle                                     |
| 28. Sep. 2002 | Heudeber-Danstedt – Osterwieck West                        | Wasserleben–Börßum                       |                                                  |
| 28. Sep. 2002 | Blumenberg – Eilsleben                                     | Blumenberg–Eilsleben                     |                                                  |
| 28. Sep. 2002 | Oebisfelde – Salzwedel                                     | Oebisfelde–Salzwedel                     |                                                  |
| 28. Sep. 2002 | Bad Schmiedeberg – Bad Düben                               | Pretzsch–Eilenburg                       |                                                  |
| 28. Sep. 2002 | Bitterfeld – Stumsdorf                                     | Bitterfeld–Stumsdorf                     |                                                  |
| 28. Sep. 2002 | Egeln – Staßfurt                                           | Staßfurt–Blumenberg                      |                                                  |
| 28. Sep. 2002 | Hettstedt – Gerbstedt                                      | Halle-Hettstedter Eisenbahn-Gesellschaft |                                                  |
| 28. Sep. 2002 | Zeitz – Meuselwitz                                         | Zeitz–Altenburg                          |                                                  |
| 26. Juni 2003 | Gernrode – Ermsleben                                       | Frose–Quedlinburg                        | nach Stellwerksbrand in Ballenstedt              |
| 13. Dez. 2003 | Querfurt – Röblingen am See                                | Röblingen am See–Vitzenburg              |                                                  |
| 13. Dez. 2003 | Ermsleben – Frose                                          | Frose–Quedlinburg                        |                                                  |
| 13. Dez. 2003 | Wiesenburg – Güterglück – Barby (Elbe) – Schönebeck (Elbe) | Berlin–Blankenheim                       | ab September 2002 nur Wochenendverkehr           |
| 31. Jan. 2004 | Quedlinburg – Gernrode                                     | Frose–Quedlinburg                        | Ersatz durch Schmalspurbahn                      |
| 11. Dez. 2004 | Wiesenburg – Barby (Elbe) – Güsten                         | Berlin–Blankenheim                       | durchgehender Wochenendzug mit Halt nur in Barby |
| 11. Dez. 2004 | Salzwedel – Wittenberge                                    | Salzwedel–Geestgottberg                  | ab September 2002 nur Wochenendverkehr           |
| 10. Dez. 2005 | Blankenburg – Elbingerode                                  | Rübelandbahn                             | noch Güterverkehr                                |
| 9. Dez. 2006  | Nebra – Artern                                             | Naumburg–Reinsdorf                       |                                                  |
| 8. Dez. 2007  | Köthen – Aken                                              | Köthen – Aken                            | noch Güterverkehr                                |
| 8. Dez. 2007  | Halle Zscherbener Str. – Merseburg                         | Merseburg–Halle-Nietleben                |                                                  |

### 2010er Jahre
| Datum         | Strecke zwischen den Bahnhöfen         | Teil der Gesamtverbindung      | Anmerkung                                                                        |
| ------------- | -------------------------------------- | ------------------------------ | -------------------------------------------------------------------------------- |
| 11. Dez. 2010 | Naumburg (Saale) Ost – Teuchern        | Naumburg–Teuchern              | ab Dezember 2007 nur Wochenverkehr                                               |
| 10. Dez. 2011 | Magdeburg – Loburg                     | Biederitz–Altengrabow          | noch Güterverkehr                                                                |
| 10. Dez. 2011 | Berga-Kelbra – Stolberg (Harz)         | Berga-Kelbra – Stolberg (Harz) | * noch Güterverkehr bis Rottleberode Süd * ab Dezember 2007 nur Wochenendverkehr |
| 14. Dez. 2014 | Merseburg – Schafstädt                 | Merseburg – Schafstädt         |                                                                                  |
| 19. Dez. 2014 | Lutherstadt Wittenberg – Pretzsch      | Pratau–Torgau                  |                                                                                  |
| 19. Dez. 2014 | Pretzsch – Bad Schmiedeberg Kurzentrum | Pretzsch–Eilenburg             |                                                                                  |